# Włodzimierz Kawecki
Włodzimierz Jan Kawecki (ur. 26 maja 1905 w Jaworznie, zm. wiosną 1940 w Charkowie) – polski artysta malarz, poeta, grafik, inżynier leśnik, podporucznik piechoty rezerwy Wojska Polskiego, ofiara zbrodni katyńskiej.

## Życiorys
Był synem Bolesława i Krystyny z Abstorskich. Uczęszczał do szkoły podstawowej w Jaworznie. Wykształcenie gimnazjalne zdobywał we Lwowie i Krakowie. Uczestnik walk o Lwów w 1918 podczas wojny polsko-ukraińskiej (miał wówczas 13 lat). W 1923 uzyskał maturę. Absolwent Wydziału Rolno-Lasowego Politechniki Lwowskiej z tytułem inżyniera leśnika, a następnie Szkoły Podchorążych Rezerwy Piechoty. Pełnił służbę w 12 Pułku Piechoty. 
Po zakończeniu studiów został zatrudniony w Sekcji Leśnej Małopolskiego Towarzystwa Rolniczego. Był autorem artykułów popularnonaukowych z zakresu leśnictwa publikowanych w „Świadowidzie”, „IKC” i „Zagrodzie Wzorowej”. Później pracował jako leśnik powiatowy w Żywcu. Opracował wówczas kilka publikacji książkowych poświęconych zarówno lasom Żywiecczyzny, jak i jej kulturze, sztuce i tradycji. Postulował i projektował utworzenie rezerwatów przyrody w trzech rejonach regionu żywieckiego: w obrębie Wielkiej Rajczy, pod Halą Rysianka oraz w górnych partiach Romanki. Dwa z proponowanych przezeń rezerwatów utworzono za czasów Polski Ludowej.
Zajmował się rysownictwem i malarstwem. Był uczniem Leona Wyczółkowskiego. Jego prace były wystawiane w Krakowskim Towarzystwie Sztuk Pięknych. 
Wobec zagrożenia konfliktem, w 1939 został zmobilizowany, a po wybuchu II wojny światowej walczył w kampanii wrześniowej w randze podporucznika. Po agresji ZSRR na Polskę z 17 września 1939 został aresztowany przez sowietów. Był przetrzymywany w obozie w Starobielsku. Wiosną 1940 wraz z innymi jeńcami z tego obozu został przewieziony do Charkowa i zamordowany przez funkcjonariuszy Obwodowego Zarządu NKWD w Charkowie oraz pracowników NKWD przybyłych z Moskwy na mocy decyzji biura politycznego KC WKP(b) z 5 marca 1940. Pogrzebano go potajemnie w bezimiennej mogile zbiorowej w Piatichatkach, gdzie od 17 czerwca 2000 mieści się oficjalnie Cmentarz Ofiar Totalitaryzmu w Charkowie.

## Wybrane publikacje
- Lasy Żywiecczyzny, ich teraźniejszość i przeszłość[8] (Polska Akademia Umiejętności; Kraków; 1939; ponowne wydanie w 2014[9])
- Zima na Żywiecczyźnie (Żywiec; 1938)
- Żywiecczyzna (Wydawnictwo Ministerstwa Komunikacji : Nowoczesna Spółka Wydawnicza; 193?)

## Upamiętnienie
5 października 2007 minister obrony narodowej Aleksander Szczygło mianował go pośmiertnie na stopień porucznika. Awans został ogłoszony 10 listopada 2007 w Warszawie, w trakcie uroczystości „Katyń Pamiętamy – Uczcijmy Pamięć Bohaterów”.
17 września 2010 w ramach akcji „Katyń... pamiętamy” / „Katyń... Ocalić od zapomnienia”, w Jaworznie został zasadzony Dąb Pamięci w sposób zbiorowy upamiętnia dziewięć ofiar zbrodni katyńskiej, w tym Włodzimierza Kaweckiego. Ponadto w kwietniu 2011 w Ostrowi Mazowieckiej-Komorowie zasadzono Dąb Pamięci honorujący Włodzimierza Kaweckiego (posadziła go córka Barbara Kawecka).